# Järnvägen Leipzig–Probstzella

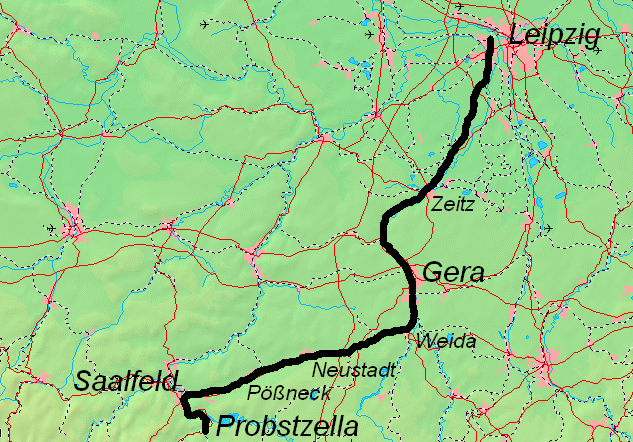
Linjedragning.

Järnvägen Leipzig–Probstzella är en järnväg som går genom de tyska förbundsländerna Sachsen, Sachsen-Anhalt och Thüringen. Järnvägen går från Leipzig, via Weisse Elster, Zeitz, Gera, Triptis, Saalfeld till Probstzella. Eftersom järnvägen går parallellt med Großheringen–Saalfeldbanan men högre upp i landskapet kallas järnvägen för Obere Bahn ("övre järnvägen").

## Trafik
Sedan 2012 är Erfurter Bahn operatör på sträckan Leipzig–Zeitz–Gera–Saalfeld. 15 december 2013 blev delsträckan Leipzig-Leutzsch - Leipzig-Plagwitz del av S-Bahn Mitteldeutschland. Linjerna S1 och S10 trafikerar sträckan.